# Hendrik Ochel
Hendrik Ochel (* 26. Februar 1969 in Kiel) ist ein ehemaliger deutscher Handballspieler.
Als Linkshänder, der mit der Rückennummer 3 auflief, spielte er meist auf Rückraum rechts. Obwohl in Kiel geboren, begann seine Handballkarriere in Süddeutschland. Zunächst beim MTSV Schwabing und ab 1986 beim Lokalrivalen TSV Milbertshofen, wo er bis 1993 spielte. Danach wechselte er zur SG Hameln und bereits ein Jahr später zum THW Kiel, mit dem er 1995 die Deutsche Meisterschaft gewann. Ende 1995 ging er dann zum Ligarivalen GWD Minden, wo er 1996 seine Karriere beendete.
In seiner Zeit als Bundesligaspieler erzielte er in insgesamt 227 Bundesligaspielen 912 Tore, davon 399 per Siebenmeter.
Für die deutsche Nationalmannschaft, mit der er an den Olympischen Spielen 1992 in Barcelona teilnahm, bestritt Ochel 44 Länderspiele, in denen er 104 Tore erzielte. Sein erstes Länderspiel war ein im Februar 1990 durchgeführter Vergleich zwischen den Auswahlmannschaften der BRD und der DDR, der als erstes frei abgemachtes Länderspiel der beiden deutschen Staaten als ein „sporthistorischer Höhepunkt“ eingestuft wurde.